# Parc national Nitmiluk
Le parc national Nitmiluk  (en anglais : Nitmiluk  National Park) est un parc national du Territoire du Nord, en Australie, à 249 km au sud-est de Darwin. Il abrite les gorges de la Katherine River et les cascades de la Edith River.
Les gorges et les régions qui les entourent ont une grande valeur pour les aborigènes jawoyns qui en ont la garde.
En langue aborigène jawoyn, le nom Nutmiluk signifie le « rêve de cigales ».